# 照ノ海十二
照ノ海 十二（てるのうみ じゅうじ、1937年7月18日 - 没年不明 ）は、荒磯部屋、伊勢ヶ濱部屋に所属した元大相撲力士。本名は鈴木 十二（すずき じゅうじ）。現在の秋田県横手市出身。174cm、96kg。最高位は西十両17枚目。得意技は左四つ、寄り。

## 経歴
平鹿町立浅舞中学校（現在は横手市立平鹿中学校へ統合）で相撲を始めたが、平鹿郡大会で負けたので一時的に止め、野球部に転向した。ポジションは一塁手を務めた。秋田県立大曲農業高等学校に進学してからは相撲を再開し、2年生の時には青年相撲で優勝し、北海道巡業から帰る途中で立ち寄っていた5代伊勢ヶ濱から照國杯を貰った時に素質を見出されて入門した。ある年の巡業先で預かった酒を宿に忘れ、発車寸前の汽車から慌てて飛び降り、酒を取りに戻った。1954年9月場所に初土俵。1962年5月場所に十両昇進。しかしこの場所は3勝12敗と大きく負け越し、十両在位はこの1場所に終わった。幕下下位で負け越した1965年5月場所に27歳で廃業した。

## 主な成績
- 通算成績：225勝211敗6休 勝率.516
- 十両成績：3勝12敗 勝率.200
- 現役在位：59場所
- 十両在位：1場所

### 場所別成績
| | 一月場所 初場所（東京） | 三月場所 春場所（大阪） | 五月場所 夏場所（東京） | 七月場所 名古屋場所（愛知） | 九月場所 秋場所（東京） | 十一月場所 九州場所（福岡） |
| --- | ----------------------- | ----------------------- | ----------------------- | --------------------------- | ----------------------- | --------------------------- |
| 1954年 （昭和29年） | x                       | x                       | x                       | x                           | （前相撲）              | x                           |
| 1955年 （昭和30年） | 東序ノ口10枚目 6–2      | 東序二段35枚目 6–2      | 東三段目84枚目 5–3      | x                           | 西三段目61枚目 5–3      | x                           |
| 1956年 （昭和31年） | 東三段目42枚目 5–3      | 西三段目16枚目 5–3      | 西三段目3枚目 3–5       | x                           | 東三段目7枚目 4–4       | x                           |
| 1957年 （昭和32年） | 西三段目3枚目 3–5       | 西三段目8枚目 6–2       | 東幕下63枚目 3–5        | x                           | 西幕下68枚目 0–4–4      | 西三段目7枚目 4–4           |
| 1958年 （昭和33年） | 西三段目5枚目 5–3       | 東幕下75枚目 6–2        | 西幕下64枚目 3–5        | 西幕下67枚目 5–3            | 西幕下57枚目 4–4        | 東幕下56枚目 3–5            |
| 1959年 （昭和34年） | 東幕下62枚目 7–1        | 東幕下39枚目 6–2        | 西幕下29枚目 4–4        | 東幕下28枚目 2–6            | 東幕下40枚目 3–5        | 東幕下48枚目 3–5            |
| 1960年 （昭和35年） | 西幕下59枚目 6–2        | 西幕下35枚目 6–2        | 西幕下23枚目 4–4        | 西幕下22枚目 1–6            | 西幕下42枚目 3–4        | 東幕下46枚目 6–1            |
| 1961年 （昭和36年） | 西幕下29枚目 3–4        | 西幕下34枚目 5–2        | 東幕下21枚目 4–3        | 東幕下18枚目 5–2            | 東幕下10枚目 5–2        | 西幕下4枚目 3–4             |
| 1962年 （昭和37年） | 西幕下6枚目 4–3         | 西幕下3枚目 4–3         | 西十両17枚目 3–12       | 東幕下8枚目 3–4             | 西幕下9枚目 2–5         | 東幕下16枚目 4–3            |
| 1963年 （昭和38年） | 東幕下15枚目 4–3        | 東幕下13枚目 3–4        | 西幕下15枚目 6–1        | 西幕下4枚目 4–3             | 東幕下2枚目 4–3         | 東幕下筆頭 0–5–2            |
| 1964年 （昭和39年） | 東幕下29枚目 3–4        | 西幕下32枚目 2–5        | 西幕下42枚目 4–3        | 西幕下38枚目 5–2            | 東幕下29枚目 4–3        | 西幕下24枚目 3–4            |
| 1965年 （昭和40年） | 西幕下29枚目 2–5        | 西幕下47枚目 2–5        | 東幕下61枚目 引退 2–5–0 | x                           | x                       | x                           |
| 各欄の数字は、「勝ち-負け-休場」を示す。 優勝 引退 休場 十両 幕下 三賞：敢=敢闘賞、殊=殊勲賞、技=技能賞 その他：★=金星 番付階級：幕内 - 十両 - 幕下 - 三段目 - 序二段 - 序ノ口 幕内序列：横綱 - 大関 - 関脇 - 小結 - 前頭（「#数字」は各位内の序列） |                         |                         |                         |                             |                         |                             |

## 改名歴
- 鈴木 十二（すずき じゅうじ）1954年9月場所 - 1955年1月場所
- 照ノ海 十二（てるのうみ じゅうじ）1955年3月場所 - 1965年5月場所